# Haliotis cyclobates
Haliotis cyclobates (em inglês whirling abalone) é uma espécie de molusco gastrópode marinho pertencente à família Haliotidae. Foi classificada por Péron & Lesueur, em 1816. É nativa do sudeste do oceano Índico, em águas rasas do sul da Austrália.

## Descrição da concha
Haliotis cyclobates apresenta concha oval e funda, quase circular, com lábio externo encurvado e com superfície àspera de linhas espirais rugosas, cruzadas por lamelas de crescimento mais ou menos visíveis. Chegam de 6 a pouco mais de 8 centímetros e são de coloração creme ou acinzentada, com nuances esverdeadas e manchas de cor marrom, às vezes com estrias radiais de coloração mais clara. Os furos abertos na concha, geralmente em número de 5, são circulares e pouco elevados. Região interna madreperolada, iridescente, apresentando o relevo da face externa visível e sem cicatrizes musculares.

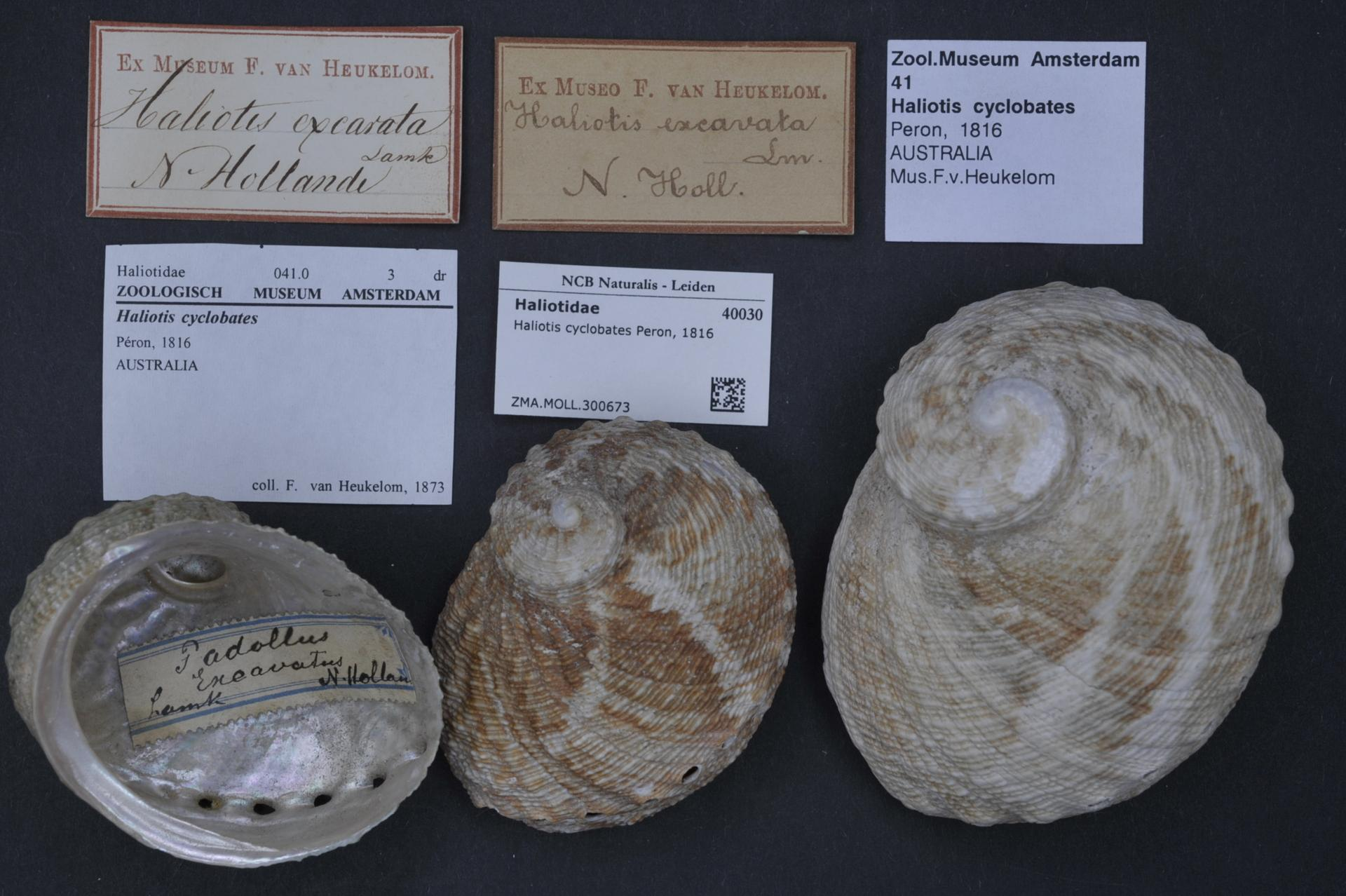
Três conchas de H. cyclobates, em museu, com a denominação H. excavata.

## Distribuição geográfica
Haliotis cyclobates ocorre da zona nerítica, em costas rochosas, até a profundidade de 30 metros no sudeste do oceano Índico, em águas rasas do sul da Austrália, até Vitória. Estes moluscos vivem em lugares com águas calmas, associados com as comunidades de plantas marinhas Posidonia australis e de bivalves Pinna dolabrata.